# HIP 41378 c
HIP 41378c è un pianeta extrasolare orbitante attorno alla stella HIP 41378, una stella nana bianco-gialla situata nella costellazione del Cancro a circa 378 anni luce dal Sole. Il pianeta è un gigante gassoso simile a Nettuno per massa e dimensioni, ma si trova a soli 31,5 milioni di chilometri di distanza dalla propria stella ed è quindi un corpo celeste molto caldo.